# Mihhail Lotman
Mihhail Lotman (Leningrado, 2 settembre 1952) è un semiologo, critico letterario e politico estone, figlio di Jurij Michajlovič Lotman e Zara Mints.
Ha servito in qualità di membro del Riigikogu (Parlamento dell'Estonia) dal 2003 al 2007, ed è presidente del consiglio comunale di Tartu dal 2011

## Biografia
I campi di ricerca di Mihhail Lotman includono la semiotica generale e la semiotica della cultura così come la teoria del testo e la storia della letteratura russa. È stato membro del consiglio di amministrazione della Società della Cultura Russa in Estonia dal 1988 al 1994. Attualmente è professore di semiotica e teoria letteraria presso l'Università di Tallinn e anche membro di un gruppo di ricerca sulla semiotica dell'Università di Tartu.
Lotman ha ricevuto la medaglia dell'Ordine della Stella Bianca il 2 febbraio 2001.
Personalità molto attiva politicamente, è membro del Riigikogu per il partito conservatore Res Publica.
Nel 2010 ha preso le difese del romanzo di Sofi Oksanen La Purga contro gli attivisti anti-Oksanen in Estonia.